# Schmalzmisse
Schmalzmisse ist ein mit Verordnung des Regierungspräsidiums Karlsruhe vom 29. Mai 1995 ausgewiesenes Naturschutzgebiet mit der Nummer 2.188.

## Lage
Das Schutzgebiet liegt am südlichen Ortsrand von Ettmannsweiler. Es befindet sich im Naturraum Schwarzwald-Randplatten und ist Teil des FFH-Gebiets Nr. 7317-341 Kleinenztal und Schwarzwaldrandplatten. 

## Schutzzweck
Laut Verordnung ist der Schutzzweck die Erhaltung, Entwicklung und Pflege der schon seit Jahrhunderten vom Menschen geprägten, reich strukturierten, lichten Kiefern-/Tannen-/Eichen-(Buchen)-Bestände sowie der Waldmoore der "Enz-Nagold-Missen".
Schutzzweck ist ferner die Sicherung der geologischen, klimatischen und hydrologischen Verhältnisse sowie die Erhaltung der vernäßten oder missigen bzw. trockenen, flechtenreichen Waldbestände als Lebensraum typischer, seltener und spezialisierter Tier- und Pflanzenarten. Geschützt werden sollen insbesondere die verschiedenen Rentier- und Becherflechten, Torfmoose, Sauergräser, Heidekrautgewächse, Spinnentiere und Insekten, Reptilien, Amphibien und Vögel.

## Flora und Fauna
Der Waldkiefer-Moorwald beherbergt das geschützte Gefleckte Knabenkraut. Im Schutzgebiet kommen zwei Heuschreckenarten vor, die besondere Beachtung verdienen: Alpine Gebirgsschrecke und Weißrandiger Grashüpfer.